# Freddie Stroma
Freddie Stroma (* 8. ledna 1987 Londýn, Spojené království) je anglický herec, model a zpěvák. Nejvíce se proslavil rolí Cormaca McLaggena ve filmové sérii Harry Potter. Hrál také v seriálu UnReal nebo Time After Time.

## Životopis
Freddie Stroma se narodil jako Frederic Wilhelm Sjostrom 8. ledna 1987 v Londýně ve Spojeném království. Jeho otec pochází ze Švédska a matka z Německa. Má starší sestru a mladšího bratra. Vzdělával se na chlapecké škole Radley College. Kvůli filmové a modelingové kariéře si dal pauzu od studování a po natočení filmu Harry Potter a Princ dvojí krve se vrátil na University College London, aby získal diplom.

## Kariéra

### Herectví
Byl přijat na prestižní National Youth Theatre of Great Britain, což vedlo k získání různých hereckých rolí. Menší role si zahrál v britském seriálu Casualty. Poté byl obsazen do role Cormaca McLaggena do filmů Harry Potter a Princ dvojí krve. Kvůli premiérám filmu cestoval po celém světě. Později byl obsazen do thrillerového filmu 4.3.2.1. Další hlavní roli si zahrál ve filmu Moderní Popelka: Byla jednou jedna píseň. Malou roli si zahrál v úspěšném americkém filmu Ladíme!. Po boku Bonnie Wright se objevil v thrilleru Filosofové. V roce 2014 získal roli v americkém seriálu Unreal na stanici Lifetime. V roce 2016 si zahrál v seriálu Hra o trůny.

### Modeling
Kromě herectví se věnoval modelingu. Stal se tváří Acne Underwear pro jejich Podzim/Zima 2008 kolekci.

## Osobní život
V létě roku 2015 začal chodit s herečkou Johannou Braddy, se kterou se seznámil na natáčení seriálu Unreal. Dvojice se v květnu roku 2016 zasnoubila a vzali se dne 30. prosince 2016 v Atlantě v Georgii.

## Filmografie
| Rok  | Název                                    | Role            | Poznámky |
| ---- | ---------------------------------------- | --------------- | -------- |
| 2007 | The Last Flight to Kuwait                | Gregor Schatz   | TV film  |
| 2008 | Lady Godiva                              | Matt            |          |
| 2009 | Harry Potter a Princ dvojí krve          | Cormac McLaggen |          |
| 2010 | 4.3.2.1                                  | Cool Brett      |          |
| 2010 | Harry Potter a Relikvie smrti – část 1   | Cormac McLaggen |          |
| 2011 | Harry Potter a Relikvie smrti – část 2   | Cormac McLaggen |          |
| 2011 | Moderní Popelka: Byla jednou jedna píseň | Luke Morgan     |          |
| 2012 | Ladíme!                                  | Luke            |          |
| 2013 | Filosofové                               | Jack            |          |
| 2014 | Extraterrestrial                         | Kyle            |          |
| 2014 | The Inbetweeners 2                       | Ben             |          |
| 2016 | 13 hodin: Tajní vojáci z Benghází        | Brit Vayner     |          |
| 2018 | Znovu ve hře                             | Ron             |          |

| Rok        | Název           | Role             | Poznámky                                                |
| ---------- | --------------- | ---------------- | ------------------------------------------------------- |
| 2006       | Mayo            | Lucas Harper     | díl 1.7                                                 |
| 2009       | Summer Camp     | Chris            | hlavní role                                             |
| 2006       | Casualty        | James Huppert    | díl: „Happy Hour“                                       |
| 2015–2016  | Unreal          | Adam Cromwell    | hlavní role (1. řada), vedlejší role (2. řada), 12 dílů |
| 2016       | Hra o trůny     | Dickon Tarly     | díl: „Krev mé krve“                                     |
| 2017       | Time After Time | H. G. Wells      | hlavní role, 12 dílů                                    |
| 2018       | Dead Inside     | Zach Gates       | neprodaný televizní pilot                               |
| 2019       | Grand Hotel     | Oliver           | 2 díly                                                  |
| 2019       | Like Magic      | Jake             | TV film                                                 |
| 2020       | Bridgertonovi   | princ Friederich | 3 díly                                                  |
| 2021       | Tým             | Jake             | hlavní role, 10 dílů                                    |
| 2022–dosud | Peacemaker      | Adrian Chase     | hlavní role                                             |